# Expo/Crenshaw
Expo/Crenshaw è una stazione della linea E e delle linea K della metropolitana di Los Angeles.
Sorge all'incrocio tra Crenshaw Boulevard ed Exposition Boulevard, nel quartiere di Jefferson Park, nella città di Los Angeles.

## Interscambi
- Metro: linea Crenshaw/LAX
- Bus Metro Local: 209, 210

## Servizi
La stazione dispone di:
- Biglietteria automatica
- Accessibilità per portatori di handicap

## Linea Crenshaw/LAX
Questa stazione è diventata dal 7 ottobre 2022 il punto di interscambio con la costruenda linea Crenshaw/LAX.

Verrà allo scopo costruita una stazione sotterranea per la linea Crenshaw/LAX, al di sotto del Crenshaw Boulevard tra Exposition Boulevard e Rodeo Road (che, in un futuro, permetterà l'ulteriore estensione verso nord della linea Crenshaw/LAX fino alla linea D).

## Foto della stazione

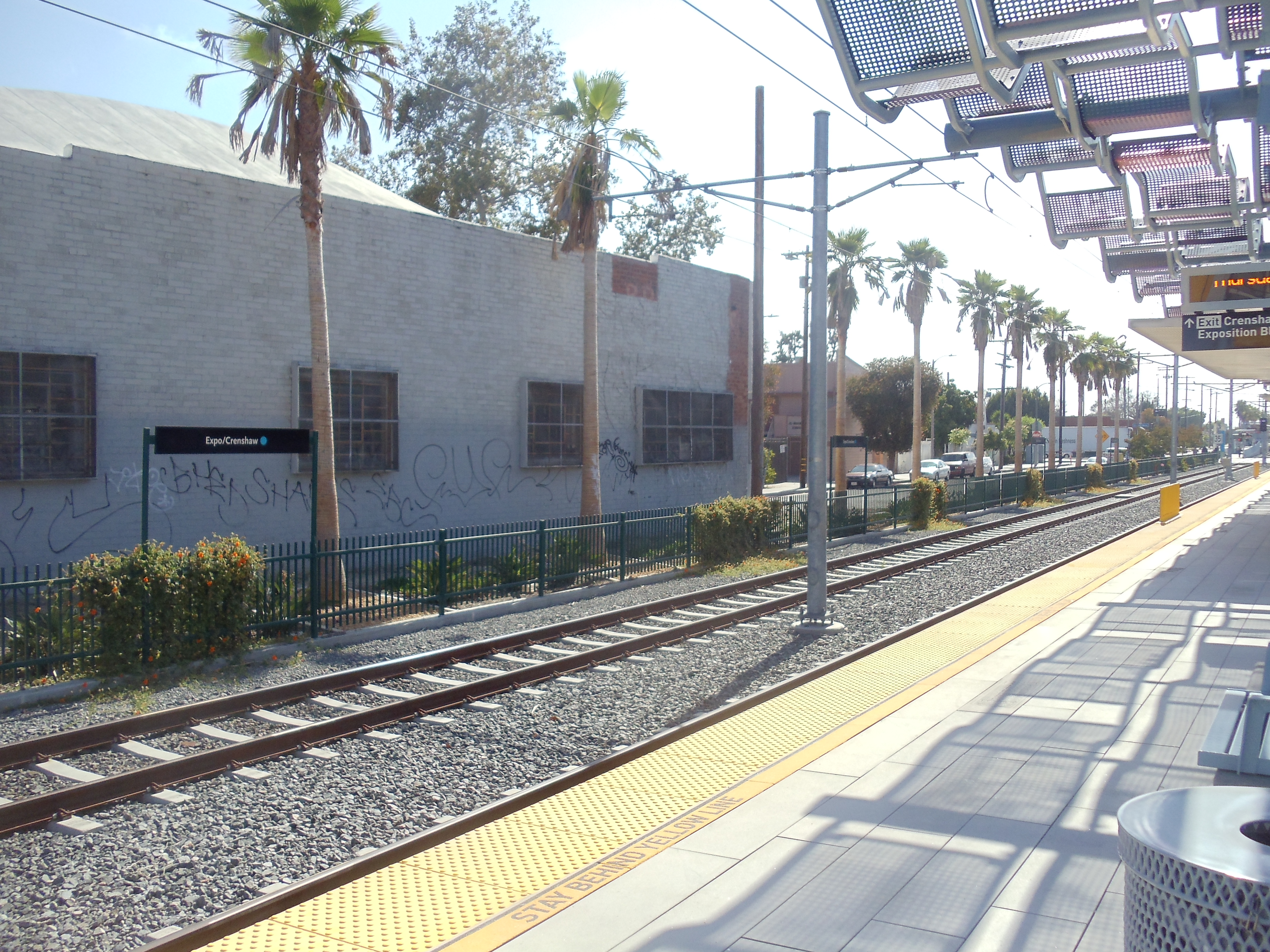
Binario direzione ovest.
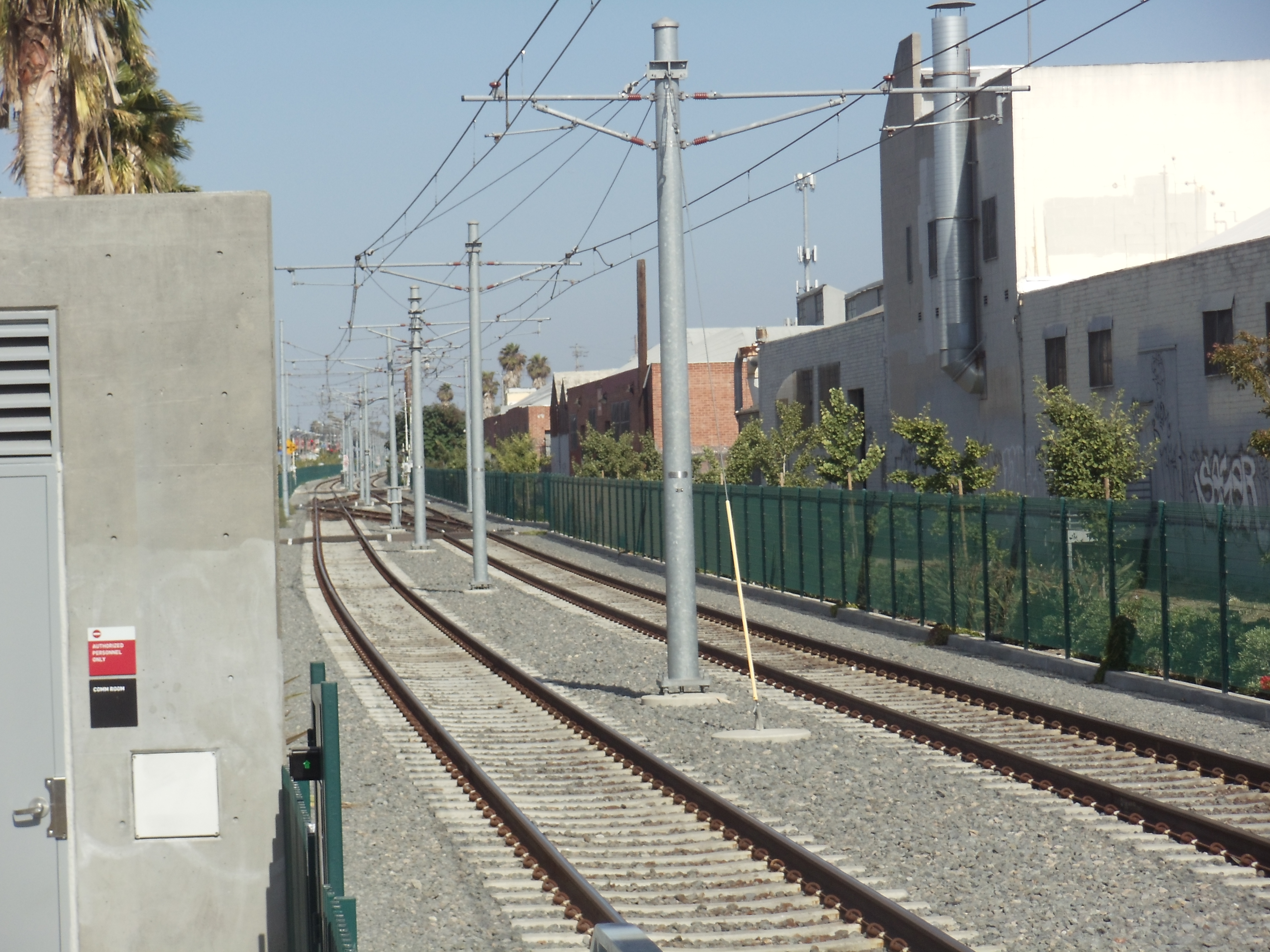
Il selciato della linea E.